# Taxi Teheran
Taxi Teheran (Originaltitel: Taxi) ist eine iranische Dokufiktion von Regisseur Jafar Panahi aus dem Jahr 2015.
Ein Taxi fährt durch die Straßen Teherans und nimmt verschiedene Fahrgäste auf, um sie zu ihren Bestimmungsorten zu bringen. Einige unter ihnen erkennen, dass der Regisseur Jafar Panahi am Steuer sitzt. Am Armaturenbrett hat er eine Kamera befestigt, die er auf die Fahrgäste richtet, während er sich mit ihnen unterhält.
Der Film feierte am 6. Februar 2015 im Rahmen der 65. Berlinale seine Weltpremiere. Er gewann dort den Goldenen Bären und den FIPRESCI-Preis für den besten Film in der Sektion „Wettbewerb“. Deutscher Kinostart war am 23. Juli 2015.

## Produktionsbedingungen
Jafar Panahi unterliegt einem Berufsverbot der iranischen Regierung, er darf seit 2010 offiziell keine Filme mehr drehen. Nach In Film Nist (Dies ist kein Film, 2011) und Pardé (Closed Curtain, 2013) ist Taxi der dritte Film, den Panahi heimlich produziert und zur Präsentation auf internationalen Festivals außer Landes geschmuggelt hat. Nachdem er Taxi dem Teheraner Fajr-Filmfestival vergeblich angeboten hatte, wurde sein Film schließlich zur Berlinale eingereicht.

## Handlung
Ein Taxi fährt durch die Straßen einer Stadt. Nachdem vom Armaturenbrett aus zunächst nur das Verkehrsgeschehen im Fokus gestanden hat, schwenkt der Fahrer die Kamera später insbesondere auf die sich im Fahrzeug einfindenden Personen, aber auch auf Dinge und Ereignisse im Umfeld des Taxis. Eine ins Auto eingestiegene Person ist ein Mann mittleren Alters. Als wenig später zudem eine Frau zusteigt, beginnen die beiden eine hitzige Diskussion über die Bestrafung von Dieben, die von einem Auto die Räder gestohlen haben. Während der Mann für die Hinrichtung einiger Diebe als abschreckendes Beispiel plädiert, nimmt die Frau die Straftäter in Schutz, da sie sich oft genug in einer Notlage befänden. Sie gibt im Gespräch an, als Lehrerin zu arbeiten. Der Mann zögert jedoch zu sagen, womit er sein Geld verdient. Beim Aussteigen behauptet er, er sei ein Taschendieb; dies sei allerdings etwas anderes als das verabscheuungswürdige Stehlen von Autorädern. Wenig später verlässt auch die Frau das Fahrzeug.
Als der Fahrer den Weg zu wichtigen Orten in der Stadt wie etwa zu einem Krankenhaus nicht kennt, wird klar, dass es ihm an Erfahrung bzw. Ortskenntnis mangelt. Ein Fahrgast erkennt in dem Fahrer den Filmemacher Jafar Panahi und vermutet, dass er aufgrund seines Berufsverbots jetzt als Taxifahrer arbeiten müsse.
Kurz darauf wird das Taxi von einer aufgeregten Personengruppe angehalten, die einen schwerverletzten, am Kopf blutenden Mann auf die Rückbank legen und darum bitten, ihn zum nächsten Krankenhaus zu fahren. Eine Frau setzt sich zu ihm, die die Ehefrau des verletzten Mannes ist. Sie gibt an, dass sie gerade einen Mopedunfall hatten, bei dem ihr Mann trotz ihrer häufigen Hinweise keinen Helm trug, und reagiert ziemlich hysterisch, da sie befürchtet, dass ihr Mann stirbt. Ihr Ehemann ist jedoch bei Bewusstsein und verlangt während der Fahrt, sein Testament machen zu können. Seine Familie werde es zwar schwerlich akzeptieren, aber er beabsichtige, allein seine Frau als Erbin einzusetzen. Panahi stellt sein Handy zur Aufnahme des letzten Willens des Mannes zur Verfügung und gibt der Frau im Anschluss seine Telefonnummer. Kaum wurde ihr Mann im Krankenhaus eingewiesen, ruft sie Panahi an, nur um sicherzugehen, dass er ihr die richtige Nummer gegeben hat. Kurze Zeit später ruft die Frau noch einmal an. Ihr Mann sei außer Lebensgefahr, sie brauche aber trotzdem die Aufnahme des Testaments, man könne ja nie wissen.
Panahi befördert derweil weiterhin den Mann namens Omid, der ihn erkannt hat. Es stellt sich heraus, dass er mit schwer erhältlichen und zudem illegalen Kopien westlicher Filme handelt. Omid stellt Panahi einem seiner Kunden als seinen Partner vor, worauf dieser Panahi als „Fachmann“ bittet, ihm bei der Filmauswahl zu helfen. Panahi geht auf den Wunsch ein und gibt dem jungen Mann eine Reihe von Empfehlungen. Als er den Schwarzhändler darauf anspricht, bietet dieser ihm an, in sein Geschäft einzusteigen. Panahi lehnt jedoch dankend ab und verabschiedet den sichtlich enttäuschten Omid.
Des Weiteren werden zwei Frauen mit einem Goldfischglas befördert, die in der Zwangsvorstellung leben, sie müssten sterben, wenn ihre beiden Fische nicht bis 12 Uhr zur Ali-Quelle gebracht werden. Panahi lässt sie in ein anderes Taxi umsteigen, weil er seine Nichte von der Schule abholen muss.
Schließlich steigt seine redselige Nichte Hana in das Taxi. Als Hausaufgabe soll sie einen Film drehen. Mit ihrer Kamera nimmt sie daher während der Fahrt alles auf, was ihr vor die Linse kommt. Von der Schule hat sie eine Reihe von Regeln für „zeigbare Filme“ mitbekommen. Danach gilt es die islamische Kleiderordnung zu beachten, dass Frauen und Männer einander nicht berühren dürfen und keine Schwarzmalerei vorkomme. Hana fragt sich, wie sie die Realität wahrheitsgetreu darstellen soll, wenn sie ihre negativen Seiten nicht zeigen darf. Während eines Zwischenstopps filmt Hana einen Jungen, wie er einen Geldschein von der Straße aufhebt, den gerade ein Bräutigam beim Einsteigen in das Hochzeitsauto verloren hat. Empört bittet sie den Jungen, das Geld zurückzugeben, weil ihr Film ansonsten ruiniert sei. Hana will Opferbereitschaft und Selbstlosigkeit zeigen, die Tat des Jungen könne daher nicht gezeigt werden.
Bei einer Unterbrechung der Fahrt trifft Panahi einen früheren Nachbarn, der ihm ein Video von einer Überwachungskamera zeigt, auf dem zu sehen ist, wie er in seinem Haus überfallen wird. Er hat das Paar erkannt, von einer Anzeige jedoch abgesehen, da er wisse, dass es in Geldnot war, und, wie er aufgrund von Medienberichten über ähnliche Fälle vermute, diesem eine schlimme Bestrafung drohe.
Im weiteren Verlauf der Fahrt nimmt Panahi mit großer Freude eine mit Rosen beladene „Blumenfrau“ mit, die ihm bekannte Rechtsanwältin und Menschenrechtsaktivistin Nasrin Sotudeh. Sie will zu einer Mandantin, die mit Freundinnen ein Volleyballspiel hat besuchen wollen und deswegen schon längere Zeit in Untersuchungshaft sitzt. Nun ist sie in den Hungerstreik getreten. Sie sprechen auch über das Berufsverbot, das ausgerechnet von der Anwaltskammer gegen Sotudeh beantragt worden sei.
Zuletzt parkt Panahi das Taxi an der Ali-Quelle und steigt mit Hana aus, um das Portemonnaie zurückzugeben, das eine der Frauen mit den Fischen im Taxi liegengelassen haben muss. Da hält ein Motorrad, der Beifahrer bricht in das Auto ein und entfernt die Kamera. Die Kinoleinwand wird dunkel. Der Mann stellt fest, dass sich keine Speicherkarte in der Kamera befindet. Offenbar wollte er die Filmaufnahmen von Taxi stehlen.

## Rezeption
Panahi lade sich „ausgesucht unlösbare Probleme seiner leidenden Heimat in den Wagen, die nach ein paar Kreuzungen dann stets tatsächlich komplett ungelöst wieder aussteigen müssen, um weiteren Sorgen Platz zu machen: Mitläuferstumpfsinn, frauenfeindliches Erbrecht, Kleinkriminalität, Armut, Aberglauben und die Rechtsunsicherheit nicht nur der Opposition treten auf und ab […] Schmerz, Todesgefahr, Ehekomödie, Gesellschaftskritik, und das alles wie nebenbei, mit schwebender Meisterhand gezeichnet“, schreibt Dietmar Dath über Taxi in der Frankfurter Allgemeinen Zeitung.
Für Anke Sterneborg von der Süddeutschen Zeitung ist es „ein Film voller Widerspruchsgeist und Witz, weshalb man kaum anders kann, als an die gespitzten Bleistifte von Karikaturisten zu denken“.
Nach Ansicht von Anke Sterneborg und Susan Vahabzadeh (Süddeutsche Zeitung) macht Panahi „das Taxi, das er durch die Straßen von Teheran steuert, zu einem Freiraum auf Rädern, in dem alles möglich ist – und die Fahrgäste, die er unterwegs einsammelt, werden zu Widerstandskämpfern.“ Nach Ansicht der Autorinnen jongliere er dabei „auf raffinierte Art […] mit den Versatzstücken von Fiktion und Realität, die im iranischen Kino ohnehin eine konspirative Verbindung eingehen.“
„Panahis Film ist weit mehr als eine Spiegelung seiner eigenen Lage, sondern auch eine Reflexion über moderne Medien, das Filmemachen und Lüge und Wahrheit in seinem Lande“, befindet Hanns-Georg Rodek in der Welt. Das „vielleicht größte Wunder“ ist für ihn dabei, dass Taxi „ohne Spur von Bitternis und Verbissenheit“ auskomme.
Auch die Internationale Jury der Berlinale 2015 würdigte im Rahmen der Verleihung des Goldenen Bären die Tatsache, dass Panahi es sich nicht erlaube, mit Wut und Frustration auf sein Berufsverbot zu reagieren. Stattdessen habe er mit Taxi einen Liebesbrief an das Kino kreiert, an seine Kunst, seine Community, sein Land und sein Publikum.